# 메트로폴리스 (만화)
《메트로폴리스》(メトロポリス)는 테즈카 오사무가 1949년 출판한 일본의 만화 작품이다. 이 작품을 원작으로 하는 동명의 장편 애니메이션이 제작되어 2001년 개봉하였다. 데즈카는 동명의 1927년 영화의 스틸 사진 한 장을 잡지에서 본 것이 전부라고 주장하였다.

## 줄거리
"두뇌의 힘"을 극한으로 발달시켜, 문명의 절정에 도달한 대도시 메트로폴리스. 태양의 흑점에서 나오는 방사선의 영향으로 로턴 박사의 인공 단백질이 생명을 가진 것처럼 반응한다. 레드 당은 로턴 박사를 협박하여 완벽한 휴머노이드를 창조할 것을 강요한다. 자신의 창조물이 무기로 이용되는 걸 원치 않았던 로턴 박사는 연구실에 불을 지르고 휴머노이드와 함께 사라진다. 로턴 박사는 자신의 창조물에 밋치라는 이름을 붙이고 진짜 인간처럼 키우지만, 우연히 로턴 박사의 소재가 레드당에게 알려져, 박사는 살해되고 만다. 우연히 그 현장에 있던 슌사쿠 반은 로튼 박사의 유언대로 밋치를 맡아, 조카 켄이치가 다니는 학교에 다니게 한다. 밋치는 부모님을 찾고자 외국으로 가는 배에 타지만, 레드당에게 붙잡히고, 밋치에게 부모님은 없으며, 휴머노이드라는 사실을 듣는다. 분노한 밋치는 로봇들을 선동하여 반란을 일으킨다. 메트로폴리스에 쳐들어온 밋치는 시계탑에서 친구 켄이치와 대결을 하지만, 태양의 흑점이 소멸하여 온몸이 불타며 시계탑 아래로 떨어진다.

## 등장 인물
밋치
레드당의 강력한 무기로 사용하기 위하여 로턴 박사가 창조한 인공 휴머노이드. 밋치는 이 사실을 모르고 있다. 기본은 남성이지만 여성으로도 변신할 수 있다. AK커뮤니케이션즈에서 출판된 한국어판에서는 애니메이션과 같은 이름인 티마로 번역되었다.
켄이치
밋치의 좋은 친구가 되는 착하지만 순진한 소년. 밋치가 인류에 등을 돌린 때, 자신의 가장 친한 친구와 싸울 수 있는 힘이 있는지 생각하게 된다.
슌사쿠 반
로턴 박사를 조사하고 있는 탐정. 레드당이 로턴 박사를 총살하려고 할 때 나타난다. 켄이치와 함께 밋치의 부모를 찾기 위해 탐정 기술을 사용한다.
로턴 박사
레드공에 의해 인간처럼 보이고 행동하는 완벽한 휴머노이드를 만들기 위해 고용된 과학자. 로턴 박사는 자신의 창조물이 무기로 쓰이기를 원치 않았고, 자신의 가장 위대한 창조물을 누군가 찾길 바라지도 않았다. 결국, 밋치를 데리고 레드당을 탈출하려 한다.
레드 공
세계를 지배하려는 야심을 가진 권력에 미친 정치인.
요크셔 벨 박사
전파를 발생시키는 흑점과 메트로폴리스에서 일어나고 있는 이상한 일을 연구하는 침착하고 지혜로운 과학자.
노타아린
메트로폴리스 경찰국의 감독관. 레드 공과 레드당을 색출한다.